# Stanislav Synek
Stanislav Synek (* 12. května 1937 Stará Huť) je český jaderný fyzik, polyglot a cestovatel. V letech 1987–1990 se účastnil expedice Tatra kolem světa.

## Účast na expedici Tatra kolem světa
Účast v expedici získal díky svým jazykovým znalostem. V rámci výpravy plnil úlohu tlumočníka, ale také navigátora a zvukaře. V roce 2019 byl Stanislav Synek posledním žijícím členem expedice, který absolvoval celou cestu kolem světa. V témže roce se připojil k organizačnímu týmu expedice Tatra kolem světa 2, která se předchozí výpravou inspiruje.

## Publikační činnost
Již v průběhu expedice Tatra kolem světa vydal první knihu o této cestě: Základem této knihy se stal soubor jeho článků Pohlednice z daleké cesty, které vycházely již během expedice v sobotních Zemědělských novinách. Knih se prodalo celkem 75 000 kusů.
Druhou knihu nabídl po svém návratu z výpravy v roce 1990 několika vydavatelům, její vydání ale nebylo relizováno. Kniha Tatra kolem světa: 60 let cestovatelských zkušeností vyšla v rozšířené formě až v roce 2019. Křest knihy spojený s autogramiádou se konal 14. listopadu 2019 v Národní technické knihovně.